# Ott Péter Károly
Báró bátorkészi Ott Péter Károly németül: Peter Karl Freiherr Ott von Bátorkéz (Esztergom, 1738 – Buda, 1809. május 10.) Osztrák császári altábornagy, a Katonai Mária Terézia-rend tagja.

## Élete
Ott Péter Károly a legtöbb fellelhető forrás szerint 1738-ban született Esztergomban, de egy a Teleki család levéltárában található irat ezzel ellentmondásos módon halálakor 73 évesnek említi, ami azt jelentené, hogy két évvel korábban 1736-ban született. Származásáról pontos adatok nincsenek, de a Pozsonyból származó később Győrben megtelepedett Ott család leszármazottainak állításai szerint rokonságban álltak a későbbi altábornaggyal.

### Katonai pályafutás

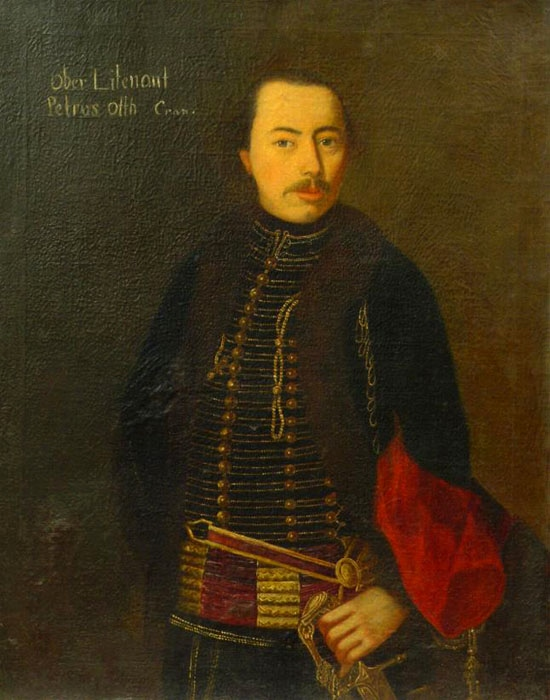
Ott Péter Károly huszár alezredes

A katonai akadémián folytatott tanulmányai után 1756 augusztusában mint zászlós lépett az andlaui gyalogezred (IR 57) 2. zászlóaljának kötelékébe, ami akkor Itáliában, később pedig Sziléziában állomásozott. Zászlóaljával részt vett az 1760-as andeshuti és liegnitzi csatában, Ernst Gideon von Laudon parancsnoksága alatt. Az utóbbi csatában fejsérülést szenvedett. 
A hétéves háborúban (1756-1763) nyújtott teljesítménye miatt főhadnaggyá léptették elő és a Pálffy huszárezredbe helyezték át. Egy 1771-es dokumentum lovaglómesterként említi. Ezt követően 1772 és 1778 között őrnaggyá létették elő. A bajor örökösödési háborúban (1778–1779) a Kálnoky huszárezred tagjaként részt vett a bohémiai hadjáratban, de bevetésre nem került.
1779-ben ezredével együtt erdélyi Medgyesre helyezték át, ahol részt vett az 1784-es havasalföldi lázadások elfojtásában. Ezt követően átvette az ezred vezetését. 1785-ben lehetősége nyílt egy nagyszebeni díszszemle keretében felvonulnia II. Lipót táborában. Ezt követően határvédelemmel bízták meg. 1788-ban a törökök támadását követően a Vöröstoronyi-szorost biztosította, de kisebb harcokba csak 1789-ben keveredett. 1790-ben seregével megostromolta a calafati oszmán tábort és legyőzte a törököt. Tettéért a Katonai Mária Terézia-rend lovagkeresztjével tüntették ki 1790. december 19-én. Ezredével egészen augusztus végéig, a békekötésig maradt az ott kialakított helyőrségben, innen Temesvárra vezényelték.

#### Első koalíciós háború
Az 1792 áprilisában kitört első koalíciós háború során csak októberben került bevetésre. 1793 januárjában csapataival elérte Heilbronn városát, ahonnan elkezdett előrenyomulni. Május 17-én, amikor francia állásokra támadt Bellheim közelében, szerencsétlen baleset érte: leesett lováról. Kis híján francia hadifogságba került, de két huszára, Lukátsy és Baróthi kimentették. Ezt követően még több sikeres támadást vezetett az ellenféllel szemben, ennek eredményeként császári dicséretben részesült. 1793-ban vezérőrnaggyá léptették elő. Még ugyanebben az évben egy dandár parancsnokává nevezték ki a holland fronton. Ő dolgozta ki a famarsi csata tervét, és koordinálta a végrehajtást. 1794–95 között Itáliában vezette az előőrsöt. 1796. július 19-én megostromolta és elfoglalta az észak-itáliai Salò városát, szeptember 14-én pedig visszaverte André Masséna francia tábornok Mantova elleni támadását. Teljesítményeiért 1797 február 4-én altábornaggyá léptették elő.
Mantova ostroma alatt (1796–1797) a pármai és piacenzai hercegségeket védte Napóleon csapataival szemben. A háromnapos trebbiai csatában június 17-19 kitűnő megfontoltsággal és kitartással vezette hadosztályát és nagyban hozzájárult a győzelemhez. Az augusztus 15-én zajló novi csatában, ahol a császári hadsereg bal szárnyát vezette, hasonló módon járt el. Ezt követően megostromolta Ancona városát és elfoglalta a pápai állam egy részét.

#### Második koalíciós háború
1799-ben kitört a második koalíciós háborúban báró Ott hadosztálya az Adda folyó felé nyomult előre. A parancsa úgy szólt, hogy elsőként keljen át a folyón Trezzo városánál. Április 25-én kezdte el az átkelést egy rossz állapotú hídon. Csapatainak egy része már átkelt, amikor a Jean Victor Moreau tábornok által vezette franciák odaértek, és rögtön támadást indítottak. A rendkívül tagolt területen nem volt lehetőség szabályos ütközet megvívására, így az ellenfelek teljes összevisszaságban felállva harcoltak egymással. A Hertelendy Gábor vezetésével érkező huszárok segítségével sikerült áttörni Moreau hadosztályának hátráló sorait, és lerohanni az Inzago településen lévő ellenséges főhadiszállást. Ez a heves támadás tette lehetővé, hogy az utánuk nyomuló Zoph-hadosztály elfoglalja Pozzót és Vapriót.
A hadjáratban nyújtott teljesítményéért a Katonai Mária Terézia-rend középkeresztjét kapta meg 1799. október 13-án.
1800-ban az a parancsot kapta, hogy a Trebbia folyó mentén vegye fel a harcot a franciákkal. Ezt sikeresen megtette, és megfutamodásra kényszerítette Masséna tábornok seregeit, akik Genovába vonultak vissza. Ezt követték a montecretói és a montebellói csaták. Az utóbbiban Ott vereséget szenvedett Jean Lannes tábornok csapataival szemben. A maregói csatában a bal hadoszlopnak parancsnokolt. A csata folyamán sikerült oldalba támadnia a francia csapatokat, ezzel hatalmas előnyre tett szert. A csata végkimenetelét az változtatta meg, hogy Bonaparte tábornok az utolsó percekben erősítést kapott.
Ugyanezen év októberében, miután a Nyugat-Dunántúlról nem érkeztek meg az ígért seregek, Ott tábornok levélben nyomatékosan sürgette Győr vármegyét, hogy ígéretének tegyen eleget, és indítsa útnak a csapatokat. Ott ekkor már az említett körzet katonai parancsnoka volt.
A levél szövege: 

„A mai napon újra parancsolatott staffetaliter kapván, hogy az Insurrectionalis katonaság az Infantéria 15.-a, a Gavalléria pedig 20-a 8.-bris (okt. 15., 111. 20.) okvetlenül útnak induljon, mint hogy pedig az Terminus rész szeréni el múlt, rész szerént pedig igen közel vagyon, kötelesen requirálom az Nemes Vármegyét, hogy az katonaságott úgy adjuszterozza, hogy minden órában, melyben jövök, mustrát tarthassak és útnak indéthassam; leg alább Fegyverrel s Mundérral legyenek jól provideálva. Többnyire szokott tisztelettel maradok köteles szolgája: br. Ott Péter Feldmarschallleutnant.” 
A második koalíciós háborút lezáró lunéville-i békeszerződést követően Ott Károly tábornokot az 5. huszárezred parancsnokaként Budára küldték. 1805-ben a franciák elleni magyar nemesi felkelést kellett irányítania, de katonái nem kerültek bevetésre.

## Magánélete
Maria Anna Czekelius von Rosenfeldet vette feleségül, 1783-ban Nagyszebenben egy leányuk született, báró bátorkészi Ott Erzsébet (1783-1827) (németül: Elisabeth Freiin Ott von Bátorkesz). A leány 1801-ben gróf Gatterburg József osztrák főhadnagyhoz, a Katonai Mária Terézia-rend lovagjához ment feleségül. 1803-ban Budán egy fiuk született, Ferdinánd Malkolm von Gatterburg.
Felesége révén sógora volt báró Wenckheim József, Arad vármegye főispánjának, és unokaöccse báró Wenckheim Béla magyar miniszterelnöknek.

## Halála
Budán hunyt el 1809-ben 71 éves korában, de itt is létezik egy eltérő említés:
„Er starb den 10. Mai 1819, und hinterließ den Ruf eines geschickten und tapferen Generals”, eszerint 1819. május 10-én hunyt el és egy tehetséges és bátor tábornok hírét hagyta hátra.
De ezt az információt az cáfolja, hogy Ott halála után Mecséry Dániel vette át az általa felállított győri nemesi felkelő sereget, akik 1809. június 14-én már az ő vezetése alatt ütköztek meg a franciákkal a győri csatában. Mivel Ott Péter Károlynak nem volt fiú örököse, halálával kihalt a báró bátorkészi Ott család.